# Joe Cocuzzo
Joseph „Joe“ Cocuzzo (* 17. September 1937 in Boston; † 31. Juli 2008 in New Jersey) war ein US-amerikanischer Jazz-Schlagzeuger und Songwriter.

## Leben und Wirken
Cocuzzo wuchs in einer Familie von Amateurmusikern auf; bereits als Kind begann er Schlagzeug zu spielen. Ende der 1950er-Jahre zog er nach Chicago, wo er zunächst in der Bigband on Ralph Marterie („When My Sugar Walks Down the Street“), dann bei Woody Herman and His Orchestra arbeitete. In den frühen 1960er-Jahren arbeitete er u. a. in den Bands von Don Ellis, Les und Larry Elgart, Gary McFarland und Tony Bennett, ferner mit Orchestra U.S.A., Jack Reilly, Erroll Garner und Mose Allison. 1964 trat er in einem von Leonard Bernstein organisierten Programm (Young People's Concerts) mit einer von Gunther Schuller zusammengestellten Band auf (Improvisations for Orchestra and Jazz Soloists, mit Don Ellis, Benny Golson, Eric Dolphy, Richard Davis).
Mitte der 70er spielte er erneut in Bennetts Begleitband, außerdem bei Harry James und Rosemary Clooney. Als Sessionmusiker war er auch für Sänger wie Vic Damone, Julius LaRosa, Susannah McCorkle, Marlene VerPlanck, Barbara Carroll (Live at Birdland, mit Jay Leonhart), Barbara Lea, Michael Feinstein, Sylvia Syms und zuletzt 2004 mit Keely Smith tätig. In späteren Jahren betätigte er sich auch als Liedtexter, u. a. mit Ivan Lins. Im Bereich des Jazz war er von 1959 bis 2005 an 77 Aufnahmesessions beteiligt, u. a. auch mit Buddy DeFranco, George Masso, John Bunch & Bucky Pizzarelli, Joe Wilder und Dick Sudhalter.